# Bundesstraße 318
Pour les articles homonymes, voir Route 318.
La Bundesstraße 318 est une Bundesstraße du Land de Bavière.

## Géographie
La Bundesstraße 318 relie l'autoroute de Munich à Salzbourg au lac Tegern.
La route commence à la jonction de Holzkirchen. Alors qu'elle longe la rive orientale du lac, elle atteint l'occidentale à Bad Wiessee. La B 318 se termine à Kreuth, au croisement avec la B 307.

## Histoire
Le numéro 318 est attribué dans la deuxième phase de la numérotation des Reichsstraße. Après l'Anschluss, la route fusionne avec la Mittersiller Straße (B 168) et va jusqu'à Liezen.

## Source
- (de) Cet article est partiellement ou en totalité issu de l’article de Wikipédia en allemand intitulé « Bundesstraße 318 » (voir la liste des auteurs).